# Sciara convergens
Sciara convergens är en tvåvingeart som först beskrevs av Johannes Winnertz 1867.  Sciara convergens ingår i släktet Sciara och familjen sorgmyggor.
Artens utbredningsområde är Sverige. Inga underarter finns listade i Catalogue of Life.